# شارلوت لویس
شارلوت لویس (انگلیسی: Charlotte Lewis؛ زادهٔ ۷ اوت ۱۹۶۷) هنرپیشه اهل بریتانیا است. وی بین سال‌های ۱۹۷۸ تا ۲۰۰۳ میلادی فعالیت می‌کرد.
از فیلم‌هایی که وی در آن نقش داشته‌است، می‌توان به کودک پرافتخار و دزدان دریایی اشاره کرد.